# Janusz Dorobisz
Janusz Henryk Dorobisz (ur. 29 marca 1957, zm. 10 maja 2020) – polski historyk, specjalizujący się w biografistyce, historii nowożytnej, historii parlamentaryzmu, nauczyciel akademicki, związany z uczelniami w Opolu i Raciborzu.

## Życiorys
Urodził się w 1957 roku, w Rudkach. Po ukończeniu szkoły średniej studiował historię w Wyższej Szkole Pedagogicznej im. Powstańców Śląskich w Opolu, którą ukończył z wyróżnieniem w 1980 roku, otrzymując tytuł magistra. W latach 1980–1981 odbywał przeszkolenie wojskowe w ramach SOR. Od 1981 do 1982 roku pracował jako wychowawca w Państwowym Młodzieżowym Zakładzie Wychowawczym w Herbach Starych. W 1982 r. został zatrudniony na stanowisku asystenta w Instytucie Historii WSP. Z tą placówką badawczą związał całe swoje życie zawodowe, przechodząc przez stanowiska adiunkta po profesora nadzwyczajnego. W 1988 roku uzyskał stopień naukowy doktora nauk humanistycznych w zakresie historii na podstawie pracy pt. Sejm nadzwyczajny z 1624 r., napisanej pod kierunkiem prof. Anny Filipczak-Kocur. W 2000 roku otrzymał na opolskiej uczelni stopień naukowy doktora habilitowanego na podstawie dorobku naukowego oraz monografii pt. Jakub Zadzik (1582–1642).
Był zatrudniony w Katedrze Historii Najnowszej Instytutu Historii Uniwersytetu Opolskiego. W latach 2008–2012 pełnił funkcję prodziekana ds. studiów niestacjonarnych, a od 2012 roku dziekana Wydziału Historyczno-Pedagogicznego UO (od 2016 r. Wydziału Nauk Społecznych w związku ze zmianą nazwy). W 2018 roku zrezygnował z kierowania wydziałem.
Ponadto wykładał w Instytucie Studiów Społecznych w Państwowej Wyższej Szkole Zawodowej w Raciborzu, gdzie był w latach 2004–2005 wicedyrektorem Instytutu Studiów Społecznych.
Pochowany na cmentarzu parafialnym w Blachowni.

## Dorobek naukowy
Jego zainteresowania badawcze koncentrowały się wokół zagadnień związanych z historią nowożytną ze szczególnym uwzględnieniem szlacheckiego parlamentaryzmu oraz biografistyki. Za swoją działalność dydaktyczną został odznaczony w 2009 roku Medalem Komisji Edukacji Narodowej.
Do jego najważniejszych publikacji należą:
- Jakub Zadzik (1582–1642), Opole 2000.
- Półwiecze Katedry i zakłady Instytutu Historii w latach 1957–2007, Opole 2007; współredaktor